# Missies van San Antonio
De Missies van San Antonio (Engels: San Antonio Missions) zijn een geheel van vijf missieposten en een bijhorende ranch gelegen in het zuiden van de Amerikaanse staat Texas.
De missieposten liggen langs de bedding van de San Antonio River in en ten zuiden van het stadscentrum van San Antonio. De bekendste missiepost is San Antonio de Valero, ook gekend als de Mission Alamo, later Fort Alamo en het slagveld van de slag om de Alamo. De vier andere missieposten zijn iets ouder, gebouwd tussen 1716 en 1731 en liggen ten zuiden van de stad. Aan een van de missies, de San Francisco de la Espada, was een dertig kilometer zuidelijker gelegen ranch verbonden waar Spanjaarden en lokale bewoners samen vee gekweekt hebben, samen geleefd en gebeden hebben. De Rancho de las Cabras, waarvan enkel de fundamenten bewaard gebleven zijn en die wordt onderzocht als archeologische site, wordt gezien als de bakermat van de latere Texaanse open veeranches.
Het geheel van missieposten en de ranch werd tijdens de 39e sessie van de Commissie voor het Werelderfgoed in 2015 in Bonn uitgeroepen tot UNESCO werelderfgoed en toegevoegd aan de werelderfgoedlijst als een geheel van architectonische en archeologische structuren, landerijen, residenties, kerken en graanschuren, evenals de waterdistributiesystemen. De complexen werden gebouwd door de Franciscaanse missionarissen in de 18e eeuw en illustreren de inspanningen van de Spaanse Kroon om de noordelijke grens van Nieuw-Spanje te koloniseren, evangeliseren en verdedigen.
De missies van San Antonio zijn ook een voorbeeld van de verwevenheid van de Spaanse en Coahuilteekse culturen, onder meer geïllustreerd door de decoratieve elementen van de kerken, die de katholieke symbolen combineren met inheemse ontwerpen geïnspireerd door de natuur.
| Beschermde sites | Beschermde sites                                                 | Beschermde sites | Beschermde sites | Beschermde sites               |
| Afbeelding       | Naam                                                             | Bouwjaar         | Locatie          | Coördinaten                    |
| ---------------- | ---------------------------------------------------------------- | ---------------- | ---------------- | ------------------------------ |
|                  | Mission San Francisco de la Espada of Mission Espada             | 1731             | San Antonio      | 29° 19′ 3″ NB, 98° 27′ 0″ WL   |
|                  | Mission San Juan Capistrano of Mission San Juan                  | 1731             | San Antonio      | 29° 19′ 57″ NB, 98° 27′ 20″ WL |
|                  | Mission San José                                                 | 1720             | San Antonio      | 29° 21′ 44″ NB, 98° 28′ 45″ WL |
|                  | Mission Concepcion                                               | 1716             | San Antonio      | 29° 23′ 28″ NB, 98° 29′ 29″ WL |
|                  | Mission Valero of Mission San Antonio de Valero of Mission Alamo | 1744             | San Antonio      | 29° 25′ 34″ NB, 98° 29′ 10″ WL |
|                  | Rancho de las Cabras                                             |                  | Floresville      | 29° 05′ 42″ NB, 98° 10′ 0″ WL  |

Mesa Verde National Park · Yellowstone National Park · Grand Canyon National Park · Everglades National Park · Independence Hall · Kluane, Wrangell-St. Elias, Glacier Bay en Tatshenshini-Alsek · Redwood National Park · Mammoth Cave National Park · Nationaal park Olympic · Cahokia · Great Smoky Mountains National Park · La Fortaleza en de nationale historische site van San Juan in Puerto Rico · Vrijheidsbeeld · Yosemite National Park · Monticello en Universiteit van Virginia in Charlottesville · Nationaal park Hawaii Volcanoes · Nationaal Historisch Park van de Chacocultuur · Taos Pueblo · Nationaal park Carlsbad Caverns · Waterton Glacier International Peace Park · Papahānaumokuākea · Monumentale grondwerken van Poverty Point · Missies van San Antonio · De 20e-eeuwse architectuur van Frank Lloyd Wright · Moravische kerknederzettingen (Bethlehem)